# Rezerwat przyrody Mierucinek
Rezerwat przyrody Mierucinek – leśny rezerwat przyrody w gminie Dąbrowa, w powiecie mogileńskim, w województwie kujawsko-pomorskim. Znajduje się na gruntach Nadleśnictwa Gołąbki.
Zajmuje powierzchnię 29,53 ha (akt powołujący podawał 29,83 ha). Został powołany Zarządzeniem Ministra Ochrony Środowiska, Zasobów Naturalnych i Leśnictwa z 11 grudnia 1995 roku (M.P. z 1996 r. nr 5, poz. 47). Według aktu powołującego, celem ochrony rezerwatu jest zachowanie ze względów naukowych, dydaktycznych i krajobrazowych fragmentu dobrze wykształconego lasu dębowego na siedlisku zbiorowisk grądowych.
Obszar rezerwatu podlega ochronie ścisłej.